# Gârliciu
Gârliciu es una comuna rumana del condado de Constanța.

## Toponimia
El nombre del lugar puede encontrarse escrito con grafías como Gîrlici y Gârliciu.

## Geografía
Al oeste de la localidad discurre el Danubio Viejo o brazo Măcin. La comuna está ubicada en la región de Dobruja septentrional.

## Historia
Hacia comienzos del siglo XX, la comuna, que ya por entonces pertenecía al condado de Constanța, estaba compuesta únicamente por la localidad homónima de Gîrlici y tenía contabilizada una población de 1292 habitantes.
En la segunda mitad del siglo XX la comuna seguía formando parte del condado de Constanța. En el censo de 2021 la comuna tenía una población de 1376 habitantes.